# Dmitrij Gonczarow
Dmitrij Gieorgijewicz Gonczarow (ros. Дмитрий Георгиевич Гончаров, ur. 1906 we wsi Pyzmas w guberni wołogodzkiej, zm. w kwietniu 1979 w Leningradzie) – funkcjonariusz radzieckich służb specjalnych, działacz partyjny, pułkownik.

## Życiorys
Pracował jako robotnik rolny, wychowywał się w domu dziecka, był kierownikiem czytelni i sekretarzem gminnego komitetu Komsomołu. Od listopada 1926 należał do WKP(b), w 1927 skończył rabfak (fakultet robotniczy) przy Leningradzkim Uniwersytecie Państwowym, a w 1930 Instytut Radzieckiego Budownictwa i Prawa, w 1929 został funkcjonariuszem OGPU. Od kwietnia do czerwca 1934 był pełnomocnikiem operacyjnym Oddziału II Wydziału Tajno-Politycznego Pełnomocnego Przedstawicielstwa OGPU obwodu leningradzkiego, a od 1935 sekretarzem komitetu WKP(b) Zarządu NKWD obwodu leningradzkiego, 23 marca 1936 otrzymał stopień porucznika bezpieczeństwa państwowego, od czerwca do sierpnia 1937 był I sekretarzem Dzierżyńskiego Komitetu Rejonowego WKP(b) w Leningradzie. Od 1 września 1937 do 4 maja 1938 był II sekretarzem Ordżonikidzewskiego Komitetu Krajowego WKP(b), od 4 maja do 15 czerwca 1938 p.o. I sekretarza, a od 15 czerwca 1938 do 21 lutego 1939 I sekretarzem Ordżonikidzewskiego Komitetu Krajowego WKP(b), następnie pozostawał w dyspozycji KC WKP(b). Od kwietnia 1939 do lipca 1941 był członkiem prezydium i kierownikiem wydziału obwodowej rady przemysłowej w Leningradzie, od lipca 1941 do lutego 1942 kierował oddziałem Wydziału 3 Floty Bałtyckiej w stopniu komisarza batalionowego, a od lutego do lipca 1942 był zastępcą szefa Wydziału Specjalnego NKWD 22 Rejonu Umocnionego Frontu Leningradzkiego. Od lipca 1942 do lutego 1943 był szefem Wydziału Specjalnego NKWD 123 Dywizji Piechoty Frontu Leningradzkiego, od lutego do kwietnia 1943 szefem Wydziału Specjalnego NKWD Nadmorskiej Grupy Wojsk Frontu Leningradzkiego, 14 lutego 1943 został awansowany na podpułkownika bezpieczeństwa państwowego, od kwietnia do sierpnia 1943 był szefem Wydziału Kontrwywiadu (OKR) Smiersz Nadmorskiej Grupy Wojsk, 26 maja 1943 otrzymał stopień pułkownika. Od sierpnia do 15 grudnia 1943 był szefem Wydziału Kontrwywiadu Smiersz 55 Armii, od 15 grudnia 1943 do 15 marca 1944 szefem OKR Smiersz 67 Armii Frontu Leningradzkiego, od 9 maja 1944 do lipca 1944 pomocnikiem szefa Zarządu NKGB obwodu leningradzkiego, a od 10 sierpnia 1945 do 15 czerwca 1946 szefem Wydziału 9 Zarządu 2 NKGB/MGB ZSRR. Od września 1946 do sierpnia 1949 był szefem wydziału Zarządu MGB obwodu leningradzkiego, od sierpnia 1949 do 27 maja 1952 szefem Wydziału 2 Zarządu MGB Kraju Ałtajskiego, później szefem wydziału organów MWD w Gorkim, później funkcjonariuszem KGB w Gorkim i Leningradzie.

## Odznaczenia
- Order Czerwonego Sztandaru (dwukrotnie)
- Order Wojny Ojczyźnianej I klasy (dwukrotnie)
- Order Czerwonej Gwiazdy (dwukrotnie - 30 kwietnia 1946 i 29 października 1948)
- Order „Znak Honoru” (21 czerwca 1957)

Oraz 10 medali i odznaka.